# Xanthephialtes schoutedeni
Xanthephialtes schoutedeni là một loài tò vò trong họ Ichneumonidae.